# Adalbero von Sachsen
Adalbero von Sachsen (Athelbero; kurz: Bern oder Berno) († 982) war Pfalzgraf von Sachsen, Graf im sächsischen Hessengau und im Liesgau, und Vogt des Klosters Hilwartshausen.
Nach einer Urkunde aus dem Jahre 958 stand er im sächsischen Hessengau, im Raum Großeneder, dem Gogericht (Grafengericht) vor.
Im Leinegau hatte er seinen Sitz wahrscheinlich auf der Königspfalz Gruona, gegenüber dem damaligen, 953 zuerst erwähnten Dorf Gutingi (der heutigen Stadt Göttingen).

## Ehen und Nachkommen
958 heiratete er. Dass seine Ehefrau (in zweiter Ehe) Ida von Schwaben (ca. 932/34-17. Mai 986; Tochter des Herzogs Hermann I.) gewesen sei, wird in der Forschung mehrheitlich abgelehnt.
- Athelburgis ⚭ Dietrich Graf von Sommerschenburg
- Rotgard († 15./25. Dezember 1006), Äbtissin von Hilwartshausen
- Folkmar (kurz: Poppo) († 11. Dezember 991), 976–990 Bischof von Utrecht
- Fritheruna ⚭ Dietrich, Pfalzgraf von Sachsen 
  - Bernward von Hildesheim

| Personendaten    | Personendaten                                                                           |
| ---------------- | --------------------------------------------------------------------------------------- |
| NAME             | Adalbero                                                                                |
| ALTERNATIVNAMEN  | Athelbero                                                                               |
| KURZBESCHREIBUNG | Pfalzgraf von Sachsen, Graf im Hessen- und Liesgau und Vogt des Klosters Hilwartshausen |
| GEBURTSDATUM     | 9. Jahrhundert oder 10. Jahrhundert                                                     |
| STERBEDATUM      | 982                                                                                     |